# Nick Nicholson
Pour les articles homonymes, voir Nicholson.
Nick Nicholson est un acteur, scénariste et assistant de production américain, né Daniel Nicholson le 19 avril 1947 à Redford, dans l'État du Michigan, et décédé le 11 août 2010 à Manille, aux Philippines, d'un arrêt cardiaque. Il a joué dans de nombreux films de série B et Z tournées aux Philippines dans les années 1970 à 1990.

## Biographie

### Jeunesse
À l'âge de 17 ans, Daniel Nicholson quitte l'école et s'engage dans l'US Army, où il reçoit son surnom "Nick". Il sert dans la marine de guerre durant la guerre du Viêt Nam. C'est durant son service qu'il découvre les Philippines, où il se rend durant ses permissions. Une fois démobilisé, au début des années 1970, peu désireux de retourner aux USA, Nick choisit de s'installer dans l'archipel, plus précisément à Manille, la capitale.
Nick exerce alors plusieurs métiers avant que l'oncle d'un de ses collègues lui propose un petit rôle dans un film.

### Carrière d'acteur
Ce tournage permet à Nick de rencontrer le producteur K.Y. Lim, qui lui propose d'autres rôles. Il tourna beaucoup de films de série Z avec le réalisateur Teddy Page et les acteurs  Bruce Baron (en), James Gaines (en), Richard Harrison, Romano Kristoff (en), Mike Monty et Max Thayer.

## Filmographie sélective
- 1979 : Apocalypse Now (non crédité)
- 1985 : American Warrior
- 1985 : Naked Vengeance (en)
- 1987 : Le Ninja blanc